# Vickers VC10
Vickers VC10 — британский дальнемагистральный авиалайнер. Разработан и производился  компанией Vickers-Armstrongs (Aircraft) Ltd. Самолёт разрабатывался для эксплуатации на дальних маршрутах, включая африканское и азиатское направление, где эксплуатация предыдущих типов была затруднена высокими температурами воздуха (Сингапур, Карачи), зачастую - большой высотой аэропортов над уровнем моря и недостаточной длиной взлётно-посадочных полос (Кано, Найроби). VС-10 держал рекорд скорости по пересечению Атлантического океана среди дозвуковых пассажирских самолётов - 5 часов 1 минута до его побития в феврале 2020 Boeing 747 авиакомпании British Airways - Шторм Киара помог достичь времени в 4 часа 56 минут;. Первый полёт состоялся 29 июня 1962 года. Выпуск продолжался до 1970 года, построено 54 самолёта. Самолёт выведен из гражданской эксплуатации к 1981 году. До 20 сентября 2013 года несколько (изначально 14) самолётов, переоборудованных в топливозаправщики, использовались Королевскими ВВС Великобритании.

## Эксплуатация
Самолёт VC10 вышел на маршруты авиаперевозок в 1964-65, а в  1965 году была выпущена его улучшенная модель Super VC10. Пассажиры находили полёты на VC10 весьма приятными по причине малого уровня шума в кабине и высокого уровня комфорта. Крупнейшим эксплуатантом самолёта была авиакомпания BOAC (позже British Airways). Три самолёта приобрела компания Ghana Airways. Некоторое число самолётов было приобретено другими компаниями (East African Airways, Air Ceylon и пр.). Авиакомпания British Airways, наследник BOAC, начала вывод VC10 из эксплуатации на трансатлантических маршрутах с 1974 года (среди прочего, по причине нефтяного кризиса 1973 года, когда возросшие цены на авиатопливо резко снизило рентабельность малоэкономичных типов самолётов). Сообщалось что часовый расход  топлива Super VC10 в крейсерском режиме составлял 6500 кг/час, в свою очередь DC8-8-62 потреблял 5650 кг/час при аналогичной скорости и пассажировместимости. Этот фактор делал VC10 малопривлекательным для авиакомпаний. Возросшие требования к снижению шума в зоне аэропортов также сыграли свою роль в прекращении эксплуатации достаточно шумного VC10. Вывод самолётов из гражданской эксплуатации в Великобритании был завершён к 1981 году.

## Лётно-технические характеристики

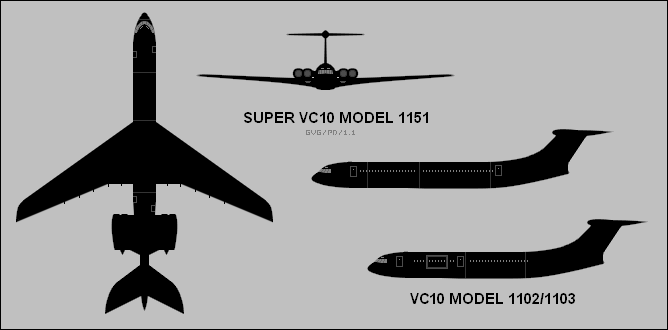
Проекции VC10

Приведённые характеристики соответствуют модификации VC10 Mk 1.
Источник данных: VC10: transport to tanker 

Технические характеристики
- Экипаж: 4 (2 пилота, штурман, бортинженер)
- Пассажировместимость: 150 человек
- Грузоподъёмность: 26 030 кг
- Длина: 48,36 м
- Размах крыла: 44,55 м
- Высота: 12,04 м
- Площадь крыла: 272,4 м²
- База шасси: 20,08 м
- Колея шасси: 6,53 м
- Масса пустого: 66670 кг
- Максимальная взлётная масса: 146 510 кг
- Максимальная посадочная масса: 106 600 кг
- Объём топливных баков: 88 026 л
- Силовая установка: 4 × ТРДД Rolls-Royce 301 Conway (R.Co.43D)
- Тяга: 4 × 97 кН (21800 lbf)

Лётные характеристики
- Максимально допустимая скорость: 0,886 М
- Крейсерская скорость: 889 км/ч
- Практическая дальность: 8112 км (с максимальной нагрузкой)
- Статический потолок: 11582 м
- Скороподъёмность: 15,5 м/с
- Нагрузка на крыло: 537,8 кг/м² (при максимальной взлётной массе)
- Тяговооружённость: 0,27 (при максимальной взлётной массе)
- Длина разбега: 2524 м
- Длина пробега: 1945 м

## Эксплуатанты
Бахрейн
- Gulf Air

Восточноафриканское сообщество
- East African Airways

 Гана
- Ghana Airways

 Ливан
- Middle East Airlines

 Малави
- Air Malawi

 Нигерия
- Nigeria Airways

 Оман
- Правительство Омана

 Катар
- Правительство Катара ;

 Шри-Ланка
- Air Ceylon

 ОАЭ
- Правительство ОАЭ

 Великобритания
- BOAC
- British Airways
- British Caledonian
- British United Airways
- Laker Airways
- Rolls-Royce

## Потери самолётов
По данным сайта Aviation Safety Network по состоянию на 15 марта 2019 года в общей сложности в результате катастроф и серьёзных аварий были потеряны 7 самолётов Vickers VC10. Vickers VC10 пытались угнать 4 раза, при этом погиб 1 человек. Всего в этих происшествиях погибло 131 человек.
| Дата       | Бортовой номер | Место катастрофы   | Жертвы | Краткое описание |
| ---------- | -------------- | ------------------ | ------ | --- |
| 20.06.1965 | G-ARVK         | Бристольский залив | 0/9    | Выполнял тестовый полёт. Разгерметизация на высоте около 12000 футов. Был вынужден вернуть в аэропорт Хитроу. Самолёт получил существенные повреждения, но был отремонтировал и возвращён в эксплуатацию. |
| 28.12.1968 | 9G-ABP         | Бейрут             | 0/0    | Уничтожен израильскими коммандос на стоянке в числе 14-ти других самолётов в ответ на теракт в Афинах. |
| 20.11.1969 | 5N-ABD         | Лагос              | 87/87  | При отсутствии визуального контакта с ВПП, во время захода на посадку просел ниже глиссады и столкнулся с деревьями.                                                                                      |
| 12.09.1970 | G-ASGN         | Эз-Зарка           | 0/114  | Уничтожен в ходе террористической атаки. |
| 28.01.1972 | G-ARTA         | Лондон             | 0/4    | После включения реверса на пробеге самолёт начал козлить по полосе, из-за чего лопнула шина на носовой стойке шасси, а фюзеляж получил повреждения.                                                       |
| 18.04.1972 | 5X-UVA         | Аддис-Абеба        | 43/107 | Во время взлёта шасси самолёта было повреждено посторонним предметом, оказавшимся на ВПП. Экипаж прервал взлёт, но из-за неисправных тормозов самолёт выкатился с ВПП и загорелся.                        |
| 03.03.1974 | G-ASGO         | Амстердам          | 0/0    | Самолёт был захвачен двумя угонщиками над островом Родос. После прибытия в Амстердам угонщики отпустили всех заложников и сожгли лайнер.                                                                  |
| 22.11.1974 | G-ASGR         | Тунис              | 1/47   | Самолёт был захвачен четырьмя боевиками. Погиб один из пассажиров. Самолёт повреждений не получил. |
| 29.06.1977 | Флаг Бахрейна  | Доха               | 0/68   | Самолёт был захвачен террористом, вооружённым пистолетом и гранатами. Освобождён в ходе штурма. Самолёт повреждений не получил.                                                                           |
| 18.12.1997 | XR806          | Бриз Нортон        | 0/0    | Борт RAF. Был повреждён до степени списания на стоянке во время слива горючего. |

## Галерея

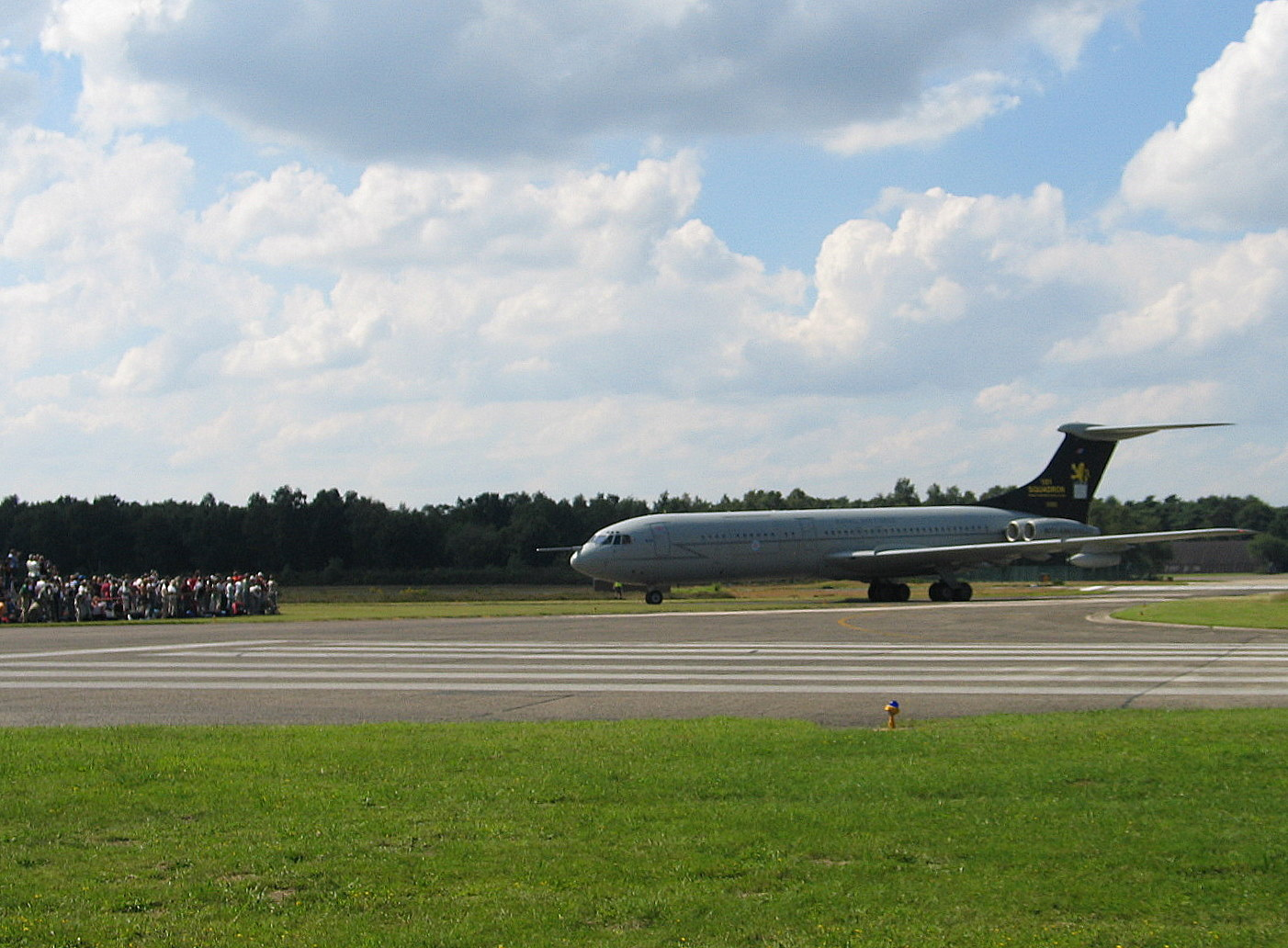
Vickers VC10 на авиабазе Бельгийских ВВС «Клейн Брог»
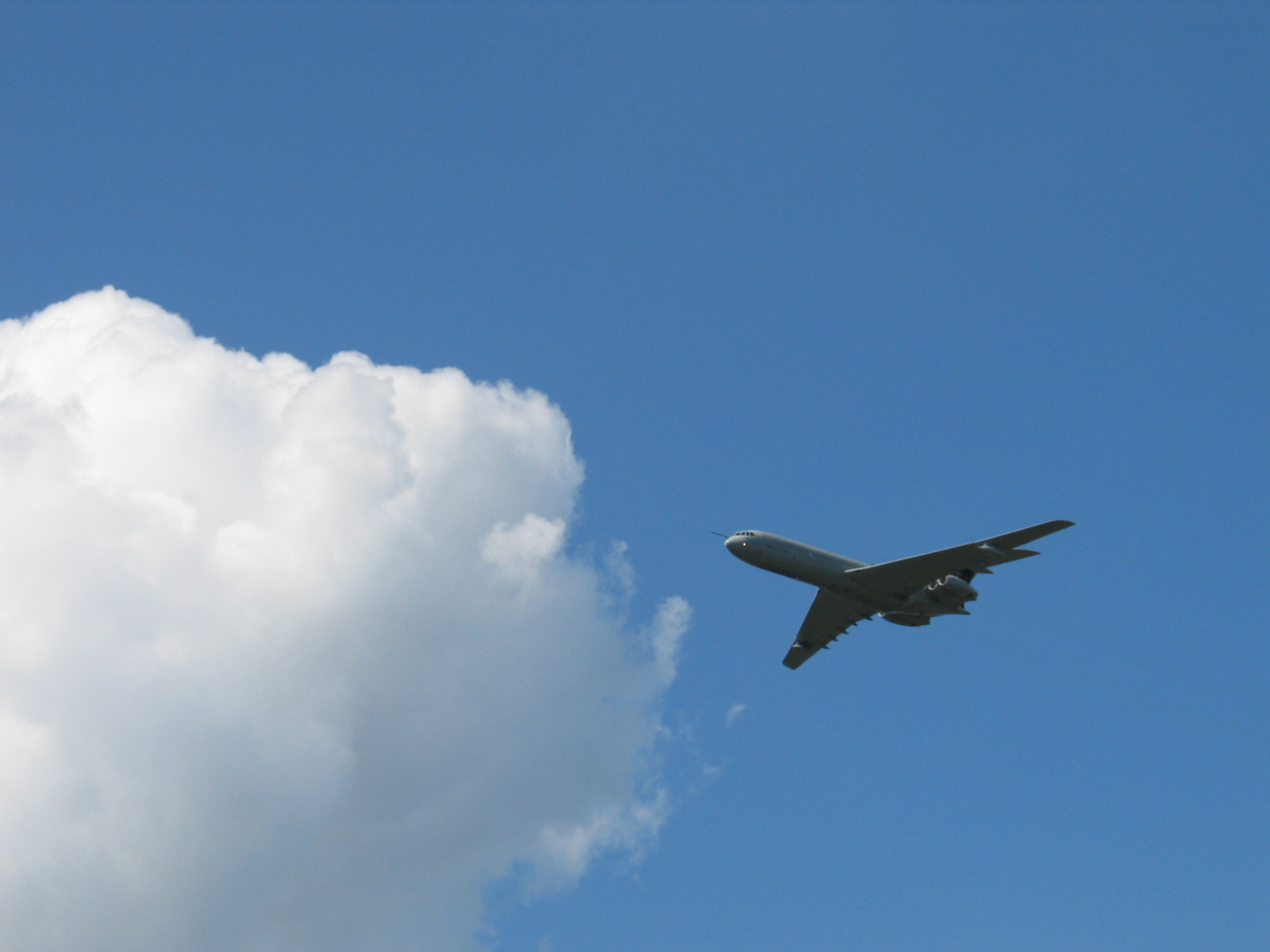
Vickers VC10 непосредственно перед посадкой
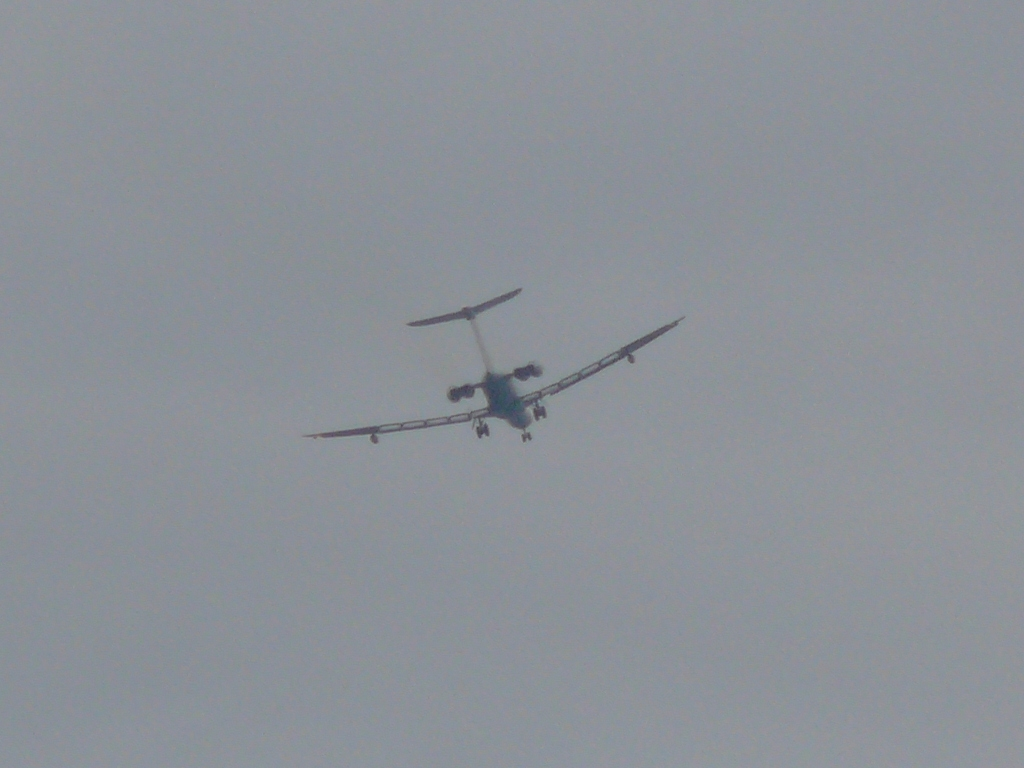
Vickers VC10, хорошо видны сдвоенные хвостовые двигатели из-за которых, самолёт визуально схож с советским Ил-62

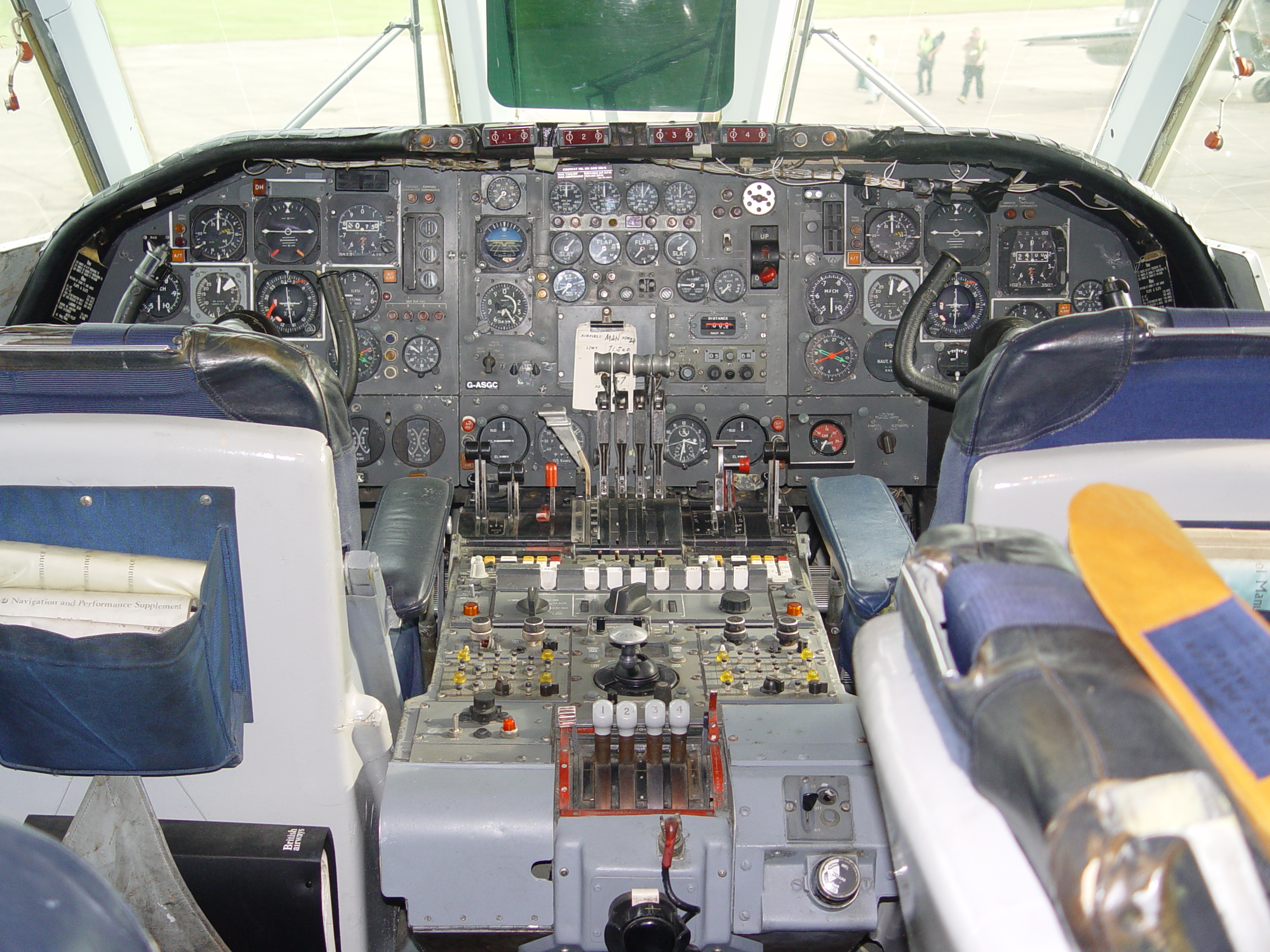
Кабина экипажа VC10
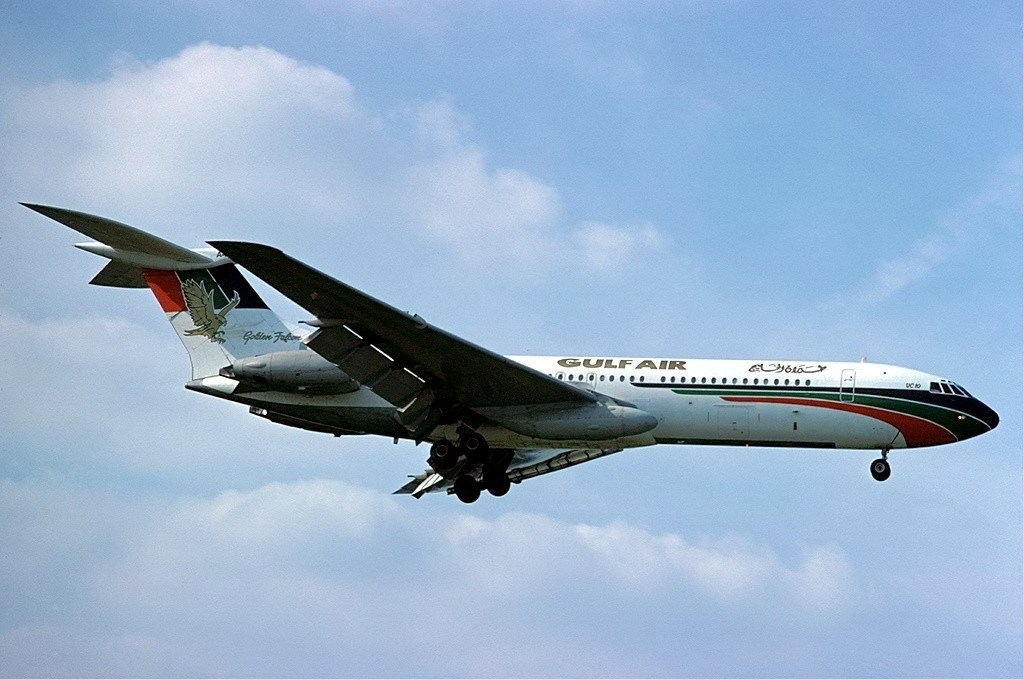
VC-10 авиакомпании Gulf Air в Лондонском аэропорту Хитроу в 1977 году